# Enopione
Enopione (in greco antico: Οἰνοπίων?, Oinopíōn) è un personaggio della mitologia greca. Fu re di Chio.

## Genealogia
Figlio di Dioniso e Arianna, ebbe dalla ninfa Elice i figli Mela, Talus, Evante, Salago, Atamante e la figlia Merope.

## Mitologia
Fondò la città di Chio nell'isola omonima ricevuta da Radamanto e di cui divenne re. 

Si narra che dato il suo nome (l'origine derivava dal greco e significava "bevitore di vino") avesse diffuso l'arte di coltivare le viti nei suoi territori.

### L'ospite Orione
Ricevette il gigante cacciatore Orione che, giunto a Chio per cacciare la numerosa selvaggina dell'isola, fu in seguito accolto con un banchetto dove assalì sua figlia Merope. 

Per vendicarsi, Enopione lo fece ubriacare e quando si assopì lo pugnalò negli occhi e lo buttò giù dall'isola. 

Efesto ebbe pietà del cieco Orione e gli diede come guida il suo servitore Cedalione che lo condusse verso est, dove il sole nascente gli restaurò la vista. 

Orione volle a sua volta vendicarsi e cercò di uccidere Enopione, ma questi si nascose in una fortezza costruita dai Chiani e in seguito fuggì a Creta.
Igino scrive che non andò a Creta ma fu rapito da Eos.
Pausania scrive che la sua (presunta) tomba si trovava a Chio nel tempo del suo viaggio.